# Exilisia pseudomarmorea
Exilisia pseudomarmorea là một loài bướm đêm thuộc phân họ Arctiinae, họ Erebidae.